# La Puebla de Castro
La Puebla de Castro – gmina w Hiszpanii, w prowincji Huesca, w Aragonii, o powierzchni 29,39 km². W 2011 roku gmina liczyła 430 mieszkańców.